# 1 июля
1 июля — 182-й день года (183-й в високосные годы) по григорианскому календарю.
До конца года остаётся 183 дня.
До 15 октября 1582 года — 1 июля по юлианскому календарю, с 15 октября 1582 года — 1 июля по григорианскому календарю.
В XX и XXI веках соответствует 18 июня по юлианскому календарю.

## Праздники и памятные дни
См. также: Категория:Праздники 1 июля

### Национальные
- Бурунди — День независимости.
- Канада — День Канады.
- Китай — День основания Коммунистической партии.
- Руанда — День независимости.
- Суринам — День свободных (Кетикоти).
- Украина — День архитектуры.
- Сомали — День независимости.

### Профессиональные
- Россия — День ветеранов боевых действий.
- Россия — День реставратора.

### Религиозные
Православие
- Память мучеников Леонтия, Ипатия и Феодула (70—79)[4];
- память Леонтия, канонарха Печерского, в Дальних пещерах (XIV);
- память священномучеников Василия Смирнова, Александра Крутицкого, Василия Крылова и Сергия Кроткова, пресвитеров, преподобномученика Никанора (Морозкина), архимандрита (1938);
- обре́тение мощей святителя Виктора (Островидова), исповедника, епископа Глазовского (1997);
- празднования в честь икон Божией Матери:
  - Боголюбской (Зимаровской) (XIII), Боголюбской-Юрьевской, Боголюбской (Елатемской), Боголюбской (Козловской), Боголюбской (Московская) (1157), Боголюбской (Тарусской), Боголюбской (Усманской); Боголюбской (Тульской); Боголюбской (1157), Боголюбской-Угличской;
  - Пюхтицкой, именуемой «У Источника» (В 1894 году сестры Пюхтицкой обители преподнесли чудотворный образ в дар Дорогому Батюшке в день его Ангела. На лицевой стороне Пюхтицкой иконы, внизу, сохранилась старинная дарственная надпись: «Протоиерею отцу Иоанну Ильичу Сергиеву труд живописиц Успенского женского монастыря на святой горе Эстляндской губернии. 1894 г. 19 октября»);
  - Коробейниковской-Казанской (переходящее празднование в 2018 году).

## События
См. также: Категория:События 1 июля

### До XIX века
- 69 — Тиберий Юлий Александр приказывает своим римским легионам в Александрии поклясться в верности Веспасиану как императору.
- 1097 — Победа крестоносцев над сельджукской армией Килидж-Арслана в битве при Дорилее.
- 1520 — Испанские конкистадоры во главе с Эрнаном Кортесом пробиваются из Теночтитлана после ночного боя.
- 1523 — римско-католические власти в Брюсселе сожгли на костре Иоганна Эсха и Генриха Вуса[англ.], ставших первыми лютеранскими мучениками.
- 1542 — парижский парламент издал распоряжение, согласно которому все книги, содержащие еретические доктрины, особенно «Наставления» Кальвина, должны были быть сданы властям в течение трёх дней.
- 1569 — Люблинской унией создана Речь Посполитая (объединение Польши и Великого княжества Литовского).
- 1643 — Началось заседание Вестминстерской Ассамблеи, в Вестминстерском аббатстве в Лондоне, реформировавшей англиканскую церковь (см. Церковь Англии).
- 1661 — заключён мирный договор между Россией и Швецией, завершена Русско-шведская война 1656—1658.
- 1733 — Императрицей Анной Иоанновной заложен Алексеевский равелин в Петропавловской крепости.
- 1741 — Из-за тумана корабль «Святой Павел» потерял из виду флагманский корабль русской полярной экспедиции Витуса Беринга, начав самостоятельное плавание.
- 1751 — Напечатан первый том «Энциклопедии, или Толкового словаря наук, искусств и ремёсел», изданный Дени Дидро и Жаном Лероном Д’Аламбером.
- 1766 — Франсуа-Жан Лефевр де ла Барр подвергается пыткам и обезглавливанию перед тем, как его тело было сожжено на костре вместе с копией «Словаря по философии» Вольтера.
- 1784 — Раскол ордена Иллюминатов.
- 1798 — Генерал Бонапарт отплыл из Тулона в мае 1798 года, высадился в Египте 1 июля и на следующий день захватил Александрию.

### XIX век
- 1807 — разгром турецкого флота русской эскадрой Дмитрия Сенявина у берегов Афона.
- 1813 — Английский парламент отменил монополию Ост-Индской компании на торговлю с Индией.
- 1823 — Создана федерация Соединённые Провинции Центральной Америки (включала в себя Гватемалу, Гондурас, Сальвадор, Коста-Рику и Никарагуа).
- 1837 — В Англии и Уэльсе создана система гражданской регистрации актов рождения, бракосочетания и смерти.
- 1846 — знаменитый выпуск в американской военной академии Вест-Пойнт.
- 1859 — В Протоколах лондонского Линнеевского общества впервые опубликовано краткое изложение гипотезы естественного отбора Чарльза Дарвина вместе с аналогичной статьёй другого английского натуралиста Альфреда Рассела Уоллеса.
- 1861 — В Риме был выпущен первый выпуск газеты, освещающей папский престол — L’Osservatore Romano.
- 1862 — Открыта Московская публичная библиотека.
- 1863 — Первый день битвы при Геттисберге, решающего сражения войны между Севером и Югом.
- 1867 — Канада стала самоуправляемым доминионом Великобритании.
- 1875 — Начал деятельность Всемирный почтовый союз.
- 1878 — В Сербии сформирована Албанская Лига (первая албанская патриотическая организация).
- 1879 — Чарльз Тэйз Рассел публикует первое издание религиозного журнала «Сторожевая башня» и «Вестник присутствия Христа» в Соединённых Штатах.
- 1882 — В Петербурге, Москве, Одессе и Риге начали действовать первые в России телефонные станции.
- 1887 — Издан так называемый циркуляр министра просвещения Делянова «О кухаркиных детях» (официальное название — «О сокращении гимназического образования»), которым был ограничен приём в средние учебные заведения. Циркуляр был представлен в форме доклада императору Александру III и носил рекомендательный характер.
- 1890 — Великобритания и Германия разделили зоны влияния в Африке.
- 1896 — На Всероссийской промышленной выставке в Нижнем Новгороде представлен первый русский автомобиль (создатели — Евгений Яковлев и Пётр Фрезе).
- 1899 — Создана фирма «Гидеон», распространяющая по всем гостиницам мира бесплатные Библии.

### XX век
- 1904 — в Сент-Луисе (США) начались третьи летние Олимпийские игры (завершились 23 ноября).
- 1904 — основан футбольный клуб «Байер 04».
- 1911 — «Прыжок пантеры» — немецкий военный корабль SMS Panther, прибыв в Агадир, вызвал Второй марокканский кризис с Францией.
- 1915 — первая сцена раздевания в кино: австралийская актриса Аннетт Келлерман обнажилась в фильме «Дочь богов».
- 1916 — Первая мировая война: началась битва на Сомме.
- 1917 — Чжан Сюнь вошёл в Пекин, объявил о реставрации Цинской монархии и на короткий срок вернул на трон Пу И.
- 1921 — в Шанхае 13 делегатов образовали Коммунистическую партию Китая.
- 1923 — в Канаде вступил в силу иммиграционный закон, практически запрещающий приезд в страну китайцев (канадские китайцы этот день отмечают как День унижения).
- 1929 — американский художник Элзи Сигар создал героя комиксов, а впоследствии и мультфильмов, матроса по имени Попай, силы которого удесятерялись после съеденного шпината.
- 1931 — на юге африканского континента открыта железная дорога Бенгуэлла-Катанга, являющаяся последним участком первой трансафриканской железнодорожной магистрали.
- 1933 — взлетел первый самолёт Дональда Дугласа знаменитой марки DC — Douglas DC-1.
- 1935 — в Германии основано «Аненербе» («Немецкое общество по изучению древних сил и мистики»).
- 1937 — Совнарком Украинской ССР принял закон о создании в республике заповедников.
- 1940 — в Японии введены ограничения на торговлю сахаром и спичками.
- 1944 — в Бреттон-Вудсе началась конференция союзников, утвердившая планы создания МВФ и Всемирного банка реконструкции и развития.
- 1946
  - Первое послевоенное испытание атомной бомбы на атолле Бикини.
  - Ватиканская конгрегация священной канцелярии отлучила от церкви сочувствующих коммунистическим партиям.
- 1952 — за «подрывную деятельность» запрещена компартия США.
- 1954 — постановление Совета Министров СССР «О введении совместного обучения в школах Москвы, Ленинграда и других городов».
- 1955 — вышел первый номер ежемесячного литературно-художественного журнала «Иностранная литература».
- 1957 — начался Международный геофизический год, в течение которого учёные концентрировали свои усилия на освоении Антарктики, океанографических и метеорологических исследованиях и запуске искусственных спутников Земли в космическое пространство (до 31 декабря 1958).
- 1960 — День независимости Сомали.
- 1962
  - Руанда провозгласила независимость.
  - Бурунди провозгласила независимость.
- 1963
  - Министерство почт США ввело почтовые индексы.
  - В Ленинградском метро открыто движение от станции «Технологический институт» до станции «Петроградская».
- 1964
  - Государство Ньясаленд переименовано в Малави.
  - Замужние женщины в Квебеке получили равные права с мужчинами.
- 1966
  - Франция вышла из военной организации НАТО.
  - В соответствии с постановлением ЦК КПСС и Совета Министров СССР от 16 мая 1966 года «О повышении материальной заинтересованности колхозников в развитии общественного производства»[5] вместо трудодней вводилась гарантированная оплата труда колхозников, включая право на дополнительную оплату и премию.
- 1968
  - ЦРУ учредило операцию «Феникс».
  - Первая персональная выставка Джона Леннона как художника.
- 1969
  - Вышел первый номер ленинградского журнала «Аврора».
  - В Дании впервые в мире разрешены выпуск и распространение порнографической продукции.
- 1970
  - Легализация абортов в Нью-Йорке.
  - Начало работы Джимми Хендрикса в «Electric Ladyland Studios» в Нью-Йорке.
- 1979 — фирма «Sony» представила «Walkman».
- 1980 — песня «О, Канада» провозглашена национальным гимном Канады.
- 1983 — запущен советский спутник «Прогноз-9»: начало эксперимента РЕЛИКТ-1 по изучению реликтового излучения.
- 1987 — принят закон «О государственном предприятии в СССР», расширяющий самостоятельность хозяйственных единиц и переводящий их на самофинансирование (второй этап перестройки).
- 1988
  - Вступил в силу закон СССР «О кооперации».
  - На XIX партконференции Егор Лигачёв сказал Борису Ельцину: «Борис, ты не прав!».
- 1989 — в Киеве создан Народный рух Украины.
- 1991 — в Праге подписан протокол об официальном прекращении существования Организации Варшавского договора.
- 1992 — на территории Латвии почтовые марки бывшего СССР признаны недействительными для оплаты почтовых услуг. По этому поводу 30 июня было организовано уникальное в истории филателии специальное гашение корреспонденции штемпелем последнего дня.
- 1994
  - В России ликвидирована система лечебно-трудовых профилакториев. Первый экспериментальный ЛТП был открыт в 1964 году в Москве при министерстве внутренних дел.
  - В Бразилии национальная валюта крузейро реал заменена реалом.
  - в Казахстане после нескольких лет запретов зарегистрирована первая организация казаков.
- 1996
  - Пласидо Доминго стал художественным руководителем Вашингтонской оперы.
  - Германский евангелический альянс и Федерация пятидесятнических церквей принимают Кассельскую декларацию[нем.].
- 1997 — Гонконг возвращён Китаю из-под британской юрисдикции.
- 1998 — в России восстановлен орден Святого апостола Андрея Первозванного (первое награждение — 30 сентября 1998 года).
- 1999 — Елизавета II официально открыла парламент Шотландии через три века после его упразднения.
- 2000 — в США разрешено заверять финансовые документы электронной подписью.

### XXI век
- 2002 — столкновение над Боденским озером поздним вечером. Погибли все 71 человек на обоих самолётах (52 ребёнка и 19 взрослых).
- 2004 — первое слушание Иракского Верховного Трибунала.
- 2006 — начало информационного вещания телеканала «Вести».
- 2009 — в России введён федеральный запрет на азартные игры.
- 2010 — Григорий Перельман отказался от премии Математического института Клэя в размере 1 млн долларов за доказательство гипотезы Пуанкаре.
- 2012 — финал чемпионата Европы по футболу 2012: в Киеве сборная Испании разгромила сборную Италии со счётом 4:0.
- 2013 — Хорватия присоединилась к Европейскому союзу.
- 2014 — Вооружённый конфликт на востоке Украины: ВС ДНР начали вывод войск из Славянска.
- 2016 — деноминация белорусского рубля.
- 2017 — выход США из Парижского соглашения.
- 2018 — сборная России по футболу впервые в истории вышла в четвертьфинал чемпионата мира, обыграв сборную Испанию в серии послематчевых пенальти (ничья 1:1, пен. 4:3).
- 2020 — основной день общероссийского голосования по поправкам к Конституции России.
- 2022
  - Украина ввела визовый режим с Россией.
  - Вторжение России на Украину: ракетный удар по базе отдыха и жилому дому в Сергеевке, более 20 погибших.
  - начало протестов в Каракалпакстане

## Родились
См. также: Категория:Родившиеся 1 июля

### До XIX века
- 1481 — Кристиан II (ум. 1559), король Дании и Норвегии (1513—1523), король Швеции (1520—1521), из династии Ольденбургов.
- 1646 — Готфрид Вильгельм Лейбниц (ум. 1716), немецкий философ-идеалист, математик, физик и изобретатель.
- 1742 — Георг Кристоф Лихтенберг (ум. 1799), немецкий учёный и публицист.
- 1755 — Христиан Фридрих фон Глюк (ум. 1831), немецкий юрист и педагог, профессор Эрлангенского университета.
- 1762 — Иван Глазунов (ум. 1831), русский издатель и книготорговец.
- 1767 — Давид XII (ум. 1819), царь Картли-Кахетии из династии Багратионов, старший сын царя Георгия XII.
- 1788 — Жан-Виктор Понселе (ум. 1867), французский математик, инженер, основатель проективной геометрии.

### XIX век
- 1804 — Жорж Санд (настоящее имя Амандина Аврора Дюпен; ум. 1876), французская писательница.
- 1813
  - Павел Анненков (ум. 1887), русский литературный критик, историк литературы, мемуарист.
  - Иоанн Цезарь Годефруа (ум. 1885), гамбургский купец, основатель «Музея Годефруа»[нем.].
- 1818 — Игнац Филипп Земмельвайс (ум. 1865), венгерский акушер, пионер асептики.
- 1827 — Август Зильберштейн (ум. 1900), австрийский писатель.
- 1842 — Юлиус Фалькенштейн (ум. 1917), немецкий путешественник по Африке.
- 1844 — Верни Камерон (ум. 1894), английский исследователь, первым пересёкший Экваториальную Африку.
- 1845 — Адольф Зильберштейн (ум. 1899), венгеро-немецкий писатель, журналист и художественный критик.
- 1872 — Луи Блерио (ум. 1936), французский изобретатель, один из пионеров воздухоплавания.
- 1873 — Алис Ги-Блаше (ум. 1968), французская сценаристка, первая женщина-кинорежиссёр и продюсер.
- 1882 — Пётр Черкасов (погиб в 1915), русский морской офицер, командир дивизиона канонерских лодок.
- 1889 — Вера Мухина (ум. 1953), русский советский скульптор, автор скульптуры «Рабочий и колхозница».
- 1892 — Джеймс Кейн (ум. 1977), американский писатель, журналист, сценарист.
- 1895 — Леонтий Кирюков (ум. 1965), мордовский советский композитор, хоровой дирижёр, народный артист Мордовии.
- 1896 — Павел Антокольский (ум. 1978), русский советский поэт.
- 1899 — Чарльз Лоутон (ум. 1962), английский и американский актёр, кинорежиссёр, лауреат премии «Оскар».

### XX век
- 1902 — Уильям Уайлер (ум. 1981), американский кинорежиссёр, продюсер, сценарист, обладатель трёх «Оскаров».
- 1903 — Эми Джонсон (ум. 1941), британская лётчица, первая в мире женщина, совершившая одиночный перелёт из Англии в Австралию.
- 1906 — Жан Дьёдонне (ум. 1992), французский математик.
- 1908
  - Эсте Лаудер (ум. 2004), американская предпринимательница, основатель и первый руководитель корпорации Estée Lauder.
  - Петер Андерс (ум. 1954), немецкий оперный певец (тенор).
- 1909
  - Серго Закариадзе (ум. 1971), грузинский актёр театра и кино, мастер художественного слова, народный артист СССР.
  - Хуан Карлос Онетти (ум. 1994), уругвайский писатель.
- 1911 — Сергей Соколов (ум. 2012), маршал Советского Союза, министр обороны СССР (1984—1987).
- 1914 — Кристль Кранц (ум. 2004), немецкая горнолыжница, олимпийская чемпионка 1936 года, 12-кратная чемпионка мира
- 1915 — Вилли Диксон (ум. 1992), американский блюзовый музыкант, певец, композитор.
- 1916
  - Оливия де Хэвилленд (ум. 2020), англо-американская актриса, обладательница двух «Оскаров».
  - Иосиф Шкловский (ум. 1985), советский астроном, астрофизик.
- 1919 — Михаил Шульц (ум. 2006), советский и российский физико-химик, академик.
- 1921 — Ежи Стефан Ставиньский (ум. 2010), польский прозаик, киносценарист, режиссёр.
- 1925
  - Фарли Грейнджер (ум. 2011), американский актёр.
  - Клара Лучко (ум. 2005), киноактриса, народная артистка СССР.
- 1926 — Роберт Фогель (ум. 2013), американский экономист, лауреат Нобелевской премии (1993).
- 1927 — Лев Клейн (ум. 2019), советский и российский археолог, антрополог, филолог.
- 1929 — Джералд Эдельман (ум. 2014), американский биохимик, лауреат Нобелевской премии (1972).
- 1931
  - Станислав Гроф, чешско-американский психолог, доктор медицины.
  - Лесли Карон, французская артистка балета и актриса.
- 1934
  - Клод Берри (ум. 2009), французский кинорежиссёр, актёр, сценарист, продюсер, обладатель «Оскара».
  - Джин Марш (ум. 2025), английская британская актриса, сценарист и писательница.
  - Сидни Поллак (ум. 2008), американский актёр, кинорежиссёр, сценарист и продюсер.
- 1935 — Дэвид Проуз (ум. 2020), британский актёр, бодибилдер и тяжелоатлет.
- 1938
  - Эдуард Захариев (ум. 1996), болгарский кинорежиссёр.
  - Александр Курляндский (ум. 2020), советский и российский писатель, сценарист, драматург, автор книг для детей.
- 1939 
  - Карен Блэк (ум. 2013), американская актриса.
  - Михаил Липскеров, советский и российский писатель, сценарист, драматург.
- 1941
  - Альфред Гилман (ум. 2015), американский фармаколог, лауреат Нобелевской премии (1994).
  - Род Жильбер (ум. 2021), канадский хоккеист, легенда «Нью-Йорк Рейнджерс».
  - Майрон Шоулз, американский экономист канадского происхождения, лауреат Нобелевской премии (1997).
- 1942 — Женевьев Бюжо, канадская актриса, лауреат премии «Золотой глобус».
- 1944 — Фернанду Жозе Салгейру Майя (ум. 1992), португальский военный и политический деятель, один из ведущих участников «Революции гвоздик».
- 1945 — Дебби Харри, американская певица и актриса, автор песен, лидер new-wave-группы «Blondie».
- 1949 — Святослав Медведев, советский и российский физиолог, академик РАН.
- 1952 — Дэн Эйкройд, канадо-американский актёр («Охотники за привидениями» и «Охотники за привидениями 2»).
- 1954 — Нурали Латыпов, российский журналист, политический и научный консультант, знаток клуба «Что? Где? Когда?».
- 1956
  - Татьяна Орлова, советская и российская актриса театра и кино.
  - Алан Рак, американский актёр.
- 1959 — Дейл Мидкифф, американский актёр.
- 1960 — Микаэль Хофстрём, шведский кинорежиссёр.
- 1961
  - принцесса Диана (погибла в 1997), принцесса Уэльская, первая супруга принца Чарльза.
  - Карл Льюис, американский легкоатлет, 9-кратный олимпийский чемпион, 8-кратный чемпион мира.
  - Виктория Нуланд, американский дипломат и политик.
- 1962 — Андре Брауэр (ум. 2023), американский актёр, обладатель премии «Эмми» (1998, 2006).
- 1965 — Харольд Цварт[англ.], голландско-норвежский кинорежиссёр.
- 1966 — Зита-Эва Функенхаузер, немецкая фехтовальщица на рапирах, двукратная олимпийская чемпионка
- 1967 — Памела Андерсон, канадская фотомодель, актриса.
- 1968
  - Леонид Новицкий, российский автогонщик.
  - Жорди Молья, испанский актёр, режиссёр, сценарист, художник.
- 1969 — Анатолий Осмоловский, российский художник, теоретик, куратор, один из ярких представителей Московского акционизма.
- 1971
  - Джулианна Николсон, американская актриса, снимающаяся в телесериалах.
  - Мисси Эллиотт, американская певица.
  - Марк Силверштейн[англ.], американский сценарист, продюсер и кинорежиссёр.
- 1972 — Клэр Форлани, английская актриса.
- 1973
  - Тимофей Трибунцев, российский актёр театра и кино.
  - Людмила Татарова, российская театральная актриса.
- 1974
  - Джефферсон Перес, эквадорский легкоатлет, олимпийский чемпион по спортивной ходьбе (1996).
  - Алексей Мизгирёв, российский кинорежиссёр, сценарист.
  - Игорь Волошин, российский актёр театра и кино, кинорежиссёр, сценарист, продюсер, оператор и художник, автор независимого кино.
  - Максим Сушинский, российский хоккеист, чемпион мира (2008).
- 1976
  - Шимон Зюлковский, польский метатель молота, олимпийский чемпион (2000), чемпион мира (2001).
  - Патрик Клюйверт, нидерландский футболист, нападающий.
  - Руд ван Нистелрой, нидерландский футболист, нападающий.
  - Томас Садоски, американский актёр театра, кино и телевидения.
- 1977
  - Джером Игинла, канадский хоккеист, двукратный олимпийский чемпион (2002, 2010).
  - Лив Тайлер, американская киноактриса, фотомодель.
- 1978 — Риа Дарем, американская фотомодель.
- 1982 — Хилари Бертон, американская актриса.
- 1985 — Леа Сейду, французская актриса и модель.
- 1986
  - Соноя Мидзуно, британская актриса японского происхождения, фотомодель и балерина.
  - Наталья Николаева, российская актриса театра и кино, фотомодель и журналист.
- 1987 — Ан Джэ Хён[англ.], южнокорейская модель и актёр.
- 1989
  - Ханна Мюррей, британская актриса.
  - Даниэль Риккардо, австралийский автогонщик, многократный победитель Гран-при «Формулы-1».
  - Митчелл Хьюер, американский актёр.
- 1991 — Кев Адамс, французский актёр кино и телевидения и стендап-комик.
- 1992
  - Миа Малкова, американская киноактриса.
  - Серенай Сарыкая, турецкая актриса и модель.
- 1993 — Рейни Родригес, американская актриса.
- 1994 — Эдвин Эндре[англ.], шведский актёр.
- 1996
  - Аделина Сотникова, российская фигуристка, олимпийская чемпионка в женском одиночном катании (2014).
  - Людовик Фабрегас, французский гандболист, олимпийский чемпион и чемпион мира.

### XXI век
- 2003 — Сторм Рид, американская актриса

## Скончались
См. также: Категория:Умершие 1 июля

### До XIX века
- 251 — Гай Мессий Квинт Траян Деций (р. 201), римский император в 248—251.
- 1016 — (по одной из версий) Шариф Рази, арабский шиитский литератор и историк («Путь красноречия»).
- 1766 — Ла Барр, Франсуа-Жан де, — последний человек, казненный за богохульство во Франции.
- 1777 — Дай Чжэнь (р. 1724), китайский философ-неоконфуцианец.
- 1784 — Вильгельм Фридеман Бах (р. 1710), немецкий композитор, сын И. С. Баха.

### XIX век
- 1855 — Антонио Розмини-Сербати (р. 1797), итальянский религиозный мыслитель.
- 1860 — Чарльз Гудьир (р. 1800), американский изобретатель, первым осуществивший вулканизацию каучука.
- 1863 — Джон Фултон Рейнольдс (р. 1820), американский генерал, участник Гражданской войны на стороне Севера.
- 1876 — Михаил Бакунин (р. 1814), русский мыслитель, анархист, один из идеологов народничества.
- 1881
  - Анри Этьен Сент-Клер Девиль (р. 1818), французский физикохимик, член Парижской АН.
  - Рудольф Герман Лотце (р. 1817), немецкий философ, психолог и физик.
- 1884
  - Эдуард Иванович Тотлебен (р. 1818), русский военный деятель, инженер-генерал.
  - Алан Пинкертон (р. 1819), американский сыщик, основатель первого в мире детективного агентства.
- 1896 — Гарриет Бичер-Стоу (р. 1811), американская писательница («Хижина дяди Тома»).

### XX век
- 1917 — Юлиус Фалькенштейн (р. 1842), немецкий путешественник по Африке.
- 1918 — Беренд Вильгельм Феддерсен (р. 1832), немецкий физик.
- 1925 — Эрик Сати́ (р. 1866), французский композитор («Сократ», «Парад»).
- 1934 — убит Эрнст Рём (р. 1887), один из лидеров немецких национал-социалистов, руководитель СА.
- 1937 — Михаил Бруснев (р. 1864), русский революционер, основатель группы Бруснева — одной из первых в России социал-демократических организаций.
- 1944
  - Таня Савичева (р. 1930), ленинградская школьница, автор «Блокадного дневника».
  - Эрик Гептнер (р. 1907), военный лётчик, Герой Российской Федерации (1996).
- 1946
  - Людас Гира (р. 1884), литовский поэт, критик, драматург.
  - Артуро Регини[англ.], итальянский математик, философ и оккультист.
- 1950 — Эмиль Далькроз (р. 1865), швейцарский композитор и педагог.
- 1954 — Теа Габриэла фон Харбоу (р. 1888), немецкая актриса и писательница.
- 1958 — Рудольф Лабан (р. 1879), один из создателей свободного танца — предтечи танца модерн.
- 1961 — Луи-Фердинанд Селин (р. 1894), французский писатель.
- 1964 — Пьер Монте (р. 1875), французский дирижёр.
- 1968 — Александр Ивченко (р. 1903), советский авиаконструктор-двигателист.
- 1970 — Александр Мозолёв (р. 1910), белорусский советский художник, график, педагог.
- 1971 — Уильям Лоренс Брэгг (р. 1890), английский физик, лауреат Нобелевской премии (1915).
- 1974 — Хуан Доминго Перон (р. 1895), президент Аргентины (1946—1955, 1973—1974).
- 1978 — Курт Штудент (р. 1890), один из генералов высшего звена вермахта, родоначальник парашютно-десантных войск (ВДВ).
- 1979
  - Александр Покровский (р. 1898), советский военачальник, генерал-полковник.
  - Всеволод Бобров (р. 1922), советский футболист, хоккеист и тренер.
- 1980
  - Чарльз Перси Сноу (р. 1905), английский писатель.
  - Арчил Чхартишвили (р. 1905), грузинский советский театральный режиссёр, народный артист СССР.
- 1981 — Марсель Бройер (р. 1902), американский архитектор и дизайнер венгерского происхождения.
- 1983 — Ричард Бакминстер Фуллер (р. 1895), американский архитектор, дизайнер, инженер и изобретатель.
- 1990 — Иван Серов (р. 1905), председатель КГБ СССР, начальник ГРУ Генштаба.
- 1991 — Дмитрий Журавлёв (р. 1900), мастер художественного слова, народный артист СССР.
- 1992 — Франко Кристальди (р. 1924), итальянский кинопродюсер.
- 1996 — покончила с собой Марго Хемингуэй (р. 1954), американская модель и актриса, внучка Эрнеста Хемингуэя.
- 1997 — Роберт Митчем (р. 1917), американский киноактёр.
- 1999
  - Виктор Чебриков (р. 1923), советский партийный и государственный деятель, председатель КГБ СССР.
  - Эдвард Дмитрык (р. 1908), американский кинорежиссёр украинского происхождения.
  - Джошуа Нкомо (р. 1917), зимбабвийский политический и государственный деятель.
- 2000 — Уолтер Маттау (р. 1920), американский актёр.

### XXI век
- 2001 — Николай Басов (р. 1922), советский физик, лауреат Нобелевской премии (1964).
- 2002
  - Михаил Круг (р. 1962), российский певец.
  - Владимир Довейко (р. 1922), артист цирка, акробат, актёр, народный артист СССР.
- 2004 — Марлон Брандо (р. 1924), американский актёр театра и кино, лауреат премии «Оскар».
- 2005 — Лютер Вандросс (р. 1951), американский певец.
- 2006 — Валерий Огородников (р. 1951), советский и российский кинорежиссёр, сценарист, актёр и продюсер.
- 2009 — Людмила Зыкина (р. 1929), певица, народная артистка СССР, Герой Социалистического Труда.
- 2010 — Элисон Букер (р. 1963), английская теле- и радиоведущая, журналистка.
- 2013 — Пётр Монастырский (р. 1915), театральный режиссёр, актёр, педагог, народный артист СССР.
- 2014 — Анатолий Корнуков (р. 1942), главнокомандующий ВВС России (1998—2002), генерал армии.
- 2015 — Николас Уинтон (р. 1909), британский филантроп, накануне Второй мировой войны организовавший спасение от Холокоста еврейских детей в оккупированной немцами Чехословакии.
- 2024
  - Исмаил Кадаре (р. 1936), албанский прозаик и поэт, лауреат Международной Букеровской премии (2005).
  - Майкл Синельников (р. 1928), британско-канадский актёр, режиссёр и писатель, первый руководитель прославленного «Цирка дю Солей» (1984).
  - Роберт Таун (р. 1934), американский сценарист, кинорежиссёр и продюсер. Лауреат премии «Оскар».
- 2025 — Алекс Дельвеккьо (р. 1931), канадский хоккеист и тренер, выступал на позициях нападающего. Трехкратный обладатель Кубка Стэнли. В Списке 100 величайших игроков НХЛ. Обладатель третьих результатов в истории «Детройта» по числу матчей, набранных очков, шайб и передач.

## Приметы
- Ярилин день, всем дням день, единственный и неповторимый. Ярила — добрец-молодец на белом Коне разъезжает по Руси великой: на русых кудрях — весною во левой руке — пучок ржи, в правой — палица. К этому дню приурочивали ярмарки с песнями, плясками, кулачными боями[6].